# هندسة وتخطيط التنقل بالدراجات

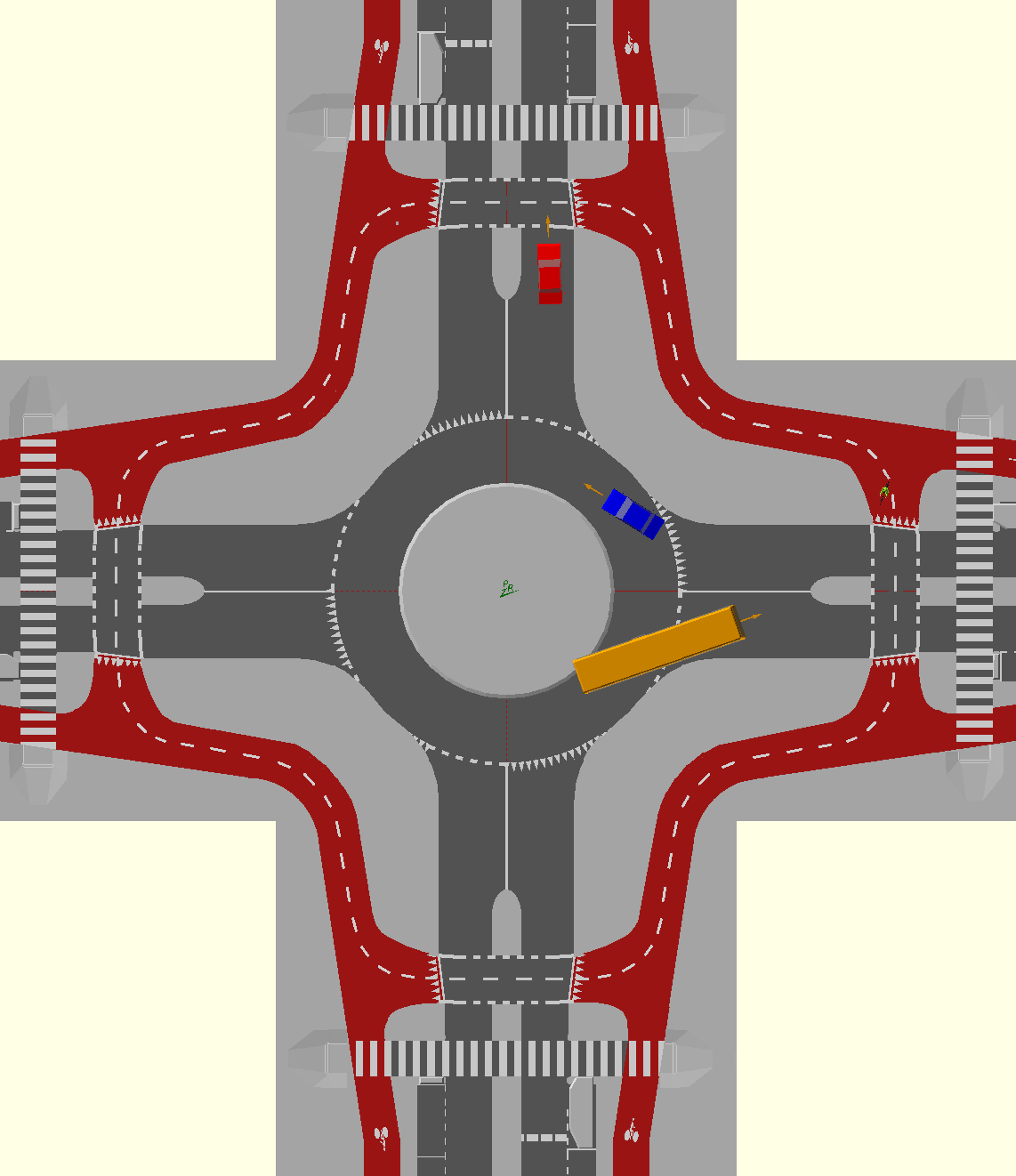

هندسة وتخطيط التنقل بالدرّاجات هي اختصاصات تنضوي تحت هندسة النقل والمواصلات وتهتم بالدراجات كوسيلة تنقل، بما في ذلك دراسة وتصميم وتنفيذ البنى والمنشآت الخاصة بالدراجات. يشمل هذا المجال هندسة المنشآت الطرقية والمسالك الخاصة بالدراجات مثل المسالك الحصرية والفضاءات المختلطة (أي يتقاسمها المشاة والدراجون والعربات) وخاصة السّبل الكفيلة بجعلها التنقل في هذه المسالك آمنا لكل المشاركين.

## مسالك الدراجات
يمكن أن تكون مسارات الدراجات منفصلة تماما عن الشبكة الطرقية، مثل المسالك الموجودة في الحدائق العامة والغابات والطبيعة عامّة، أو موازية لمسالك السيارات لكن منفصلة عنها مادّيّا، أو جانبا يتم تخطيطه على الطريق ليخصص للدراجات، أو مختلطة تماما مع سيْر العربات على الطريق عن طريق رسم على الاسفلت يشير إلى السماح للدراجات بالاشتراك في الطريق

## التقاطعات والإشارات
تم تطوير عديد الأساليب والتصاميم لجعل المفترقات آمنة للدراجات، وتعتبر هولندا البلد الرائد في هذا المجال حيث أخذت عنها الكثير من البلدان تصميم التقاطعات المحميّة، والتي تزيد من مساحة الرؤية عند العربات المنعطفة لكي يتفطنوا للدراجات التي تقطع في الاتجاه الموازي، وكذلك عن طريق تأخير خط التوقف عند الإشارة للسماح للدراجات بأن تسبق إلى مساحة التضارب وبذلك تضمن مرورها في مجال رؤية السيارات المنعطفة. من ذلك أيضا تصميم الخطة الزمنية للإشارات الضوئية كي تترك مجالا كافيا للدراجات للمرور بأمان لتفادي التضارب مع السيارات.

## تجهيزات الرَّكن
تهتم هندسة التنقل بالدراجات كذلك بالتجهيزات اللازمة كمّا وكيفًا في الأماكن الملائمة لركن الدراجات، خاصة عند محطّات الترابط مع النقل العام والقطارات، وعند المنشآت العامة كنوادي الشباب والرياضة والمدارس والملاعب والمسارح والمراكز التجارية